# Zamach w Sarajewie (film)
Zamach w Sarajewie (oryg. Atentat u Sarajevu, Sarajevský atentát) – jugosłowiańsko-czechosłowacko-wschodnioniemiecki film historyczny z 1975 roku w reżyserii Veljko Bulajicia. Zdjęcia kręcono w Sarajewie.

## Fabuła
Film jest fabularyzowaną wersją historii zamachu na arcyksięcia Ferdynanda w Sarajewie w 1914. 

## O filmie
Zamach w Sarajewie był międzynarodową koprodukcją wyprodukowaną przez studia filmowe w Zagrzebiu, Sarajewie, Belgradzie i Pradze z udziałem ówczesnych gwiazd światowego kina  (Christopher Plummer, Florinda Bolkan, Maximilian Schell). 
Po premierze w Stanach Zjednoczonych w styczniu 1977 roku, otrzymał słabe recenzje. A.H. Weiler pisał o nim na łamach „The New York Times” jako o bardziej filmie przygodowym niż historycznym. Wskazywał na uproszczone przedstawienie kontekstu historycznego filmu – ślepą nienawiść bośniackich, chorwackich i muzułmańskich nacjonalistów Austro-Węgier do Habsburgów. Chwalił jednak kreacje Christophera Plummera i Florindy Bolkan, jako „fotogeniczną i kochającą się parę królewską”. Na wpół pozytywnie, na wpół ironicznie pisał o zdjęciach operatora Jana Čuříka, który uchwycił „malownicze uroki operetkowego krajobrazu oraz wizualne walory zabytkowych samochodów, kolorowych mundurów i pozornych bitew z zabawkowymi żołnierzami na manewrach”. 
W Polsce film swoja premierę miał jesienią 1977 roku. W l. 80. był emitowany w TVP. Otrzymał słabe recenzje krytyków jako obraz „pozbawiony klarowności wywodu i jasnego przedstawienia idei”. Podobnie jak „The New York Times”, jako jedyny jego pozytyw ukazywano aktorstwo gwiazd światowego kina, które nadały „rangę filmowi i przy których reszta aktorów z samym reżyserem włącznie nie potrafili wiele powiedzieć”.

## Obsada
- Christopher Plummer – Franciszek Ferdynand Habsburg
- Florinda Bolkan – Zofia von Hohenberg
- Maximilian Schell – Đuro Šarac
- Irfan Mensur – Gavrilo Princip
- Radoš Bajić – Nedeljko Čabrinović
- Ivan Vyskočil – Mehmed Mehmedbašić
- Libuše Šafránková – Jelena
- Otomar Korbelář – Franciszek Józef I
- Wilhelm Koch-Hooge – Franz Conrad
- Jiří Holý – Erich von Merizzi
- Nelly Gaierová – hrabina d'Angus
- Jiří Kodet – Morsley

i in. 